# Mariposario Pilpintuwasi

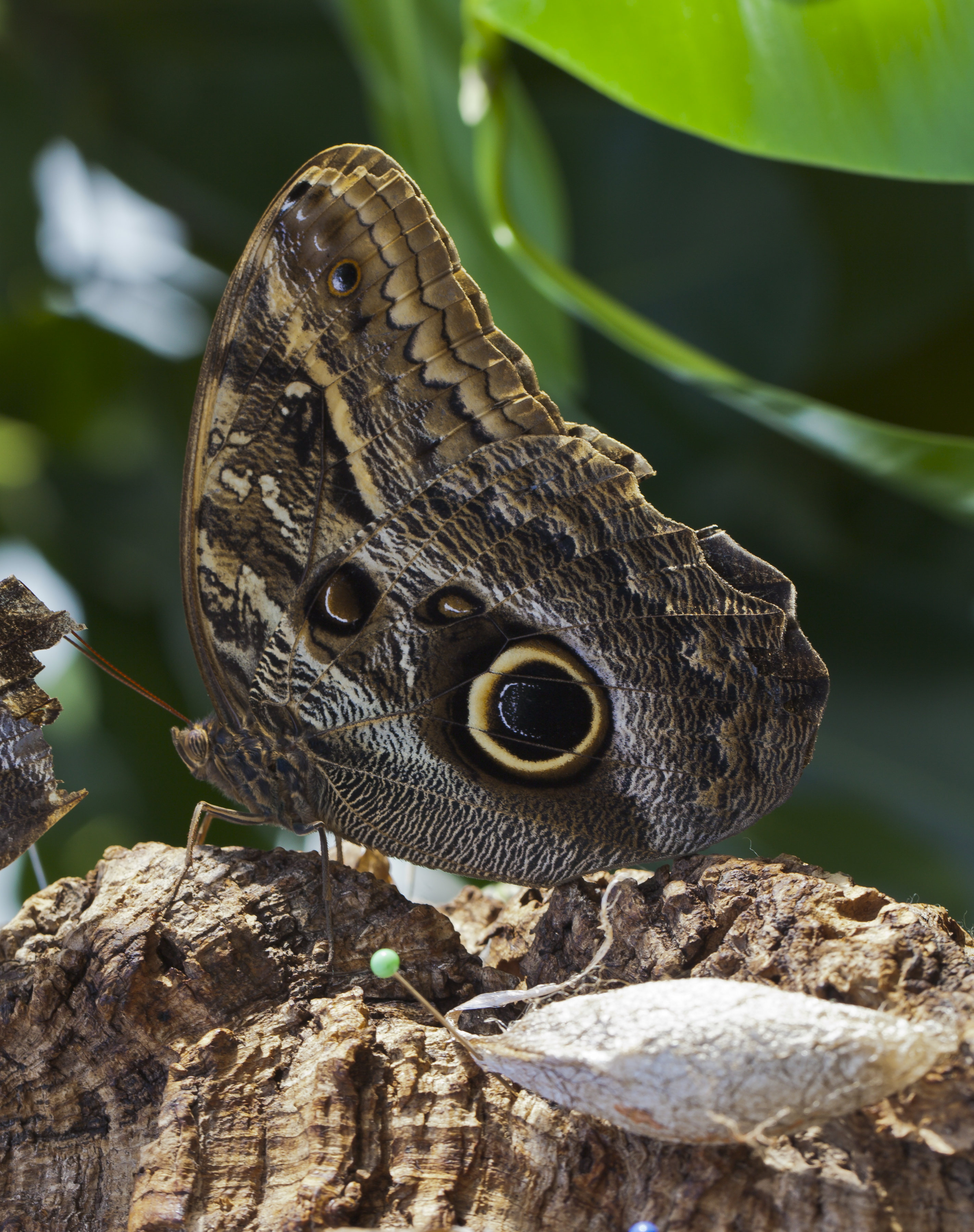
Ejemplar de mariposa búho (Caligo eurilochus).

Pilpintuwasi es un mariposario y centro de rescate en Padrecocha, Ciudad de Iquitos. Está ubicado a 20 minutos al norte de Iquitos Metropolitano, a orillas del río Nanay. Dentro del turismo en Iquitos, es un importante atractivo turístico. Es el único criadero de mariposas en el Perú.
Un notable contenedor de 42 especies de mariposas de la Amazonia, está destacado por presentar el proceso completo de la metamorfosis. Entre las mariposas más llamativas que alberga, incluyen al morfo azul (Morpho menelaus) y la mariposa búho de la familia Caligo (Caligo eurilochus). Aparte de la colección lepidóptera, también acoge a varios mamíferos, destacándose llamativos monos Huapos colorado y a un majestuoso jaguar, llamado Pedro Bello.
La alimentación de las mariposas es muy especial; cada especie se alimenta de un tipo de planta, y solo viven de dos a cuatro semanas.
Etimológicamente, «pilpintuwasi» proviene del quechua que significa «casa de mariposas».